# Togg
Togg, acrônimo de Türkiye'nin Otomobili Girişim Grubu (lit.  "Grupo de Empreendimentos Conjuntos de Automóveis da Turquia"), é um fabricante de automóveis turco com sede em Gebze. Foi fundada em 2018 por 6 organizações diferentes que trabalharam juntas para lançar uma nova empresa para produzir carros domésticos na Turquia.
O presidente turco Recep Tayyip Erdogan anunciou em 2017 que o Grupo Anadolu (19%), BMC Turquia (19%), Grupo Kök (19%), Turkcell (19%), Zorlu Holding (19%) e TOBB (5%) serão os investidores e acionistas do novo projeto da montadora de automóveis chamado Togg.
Foi anunciado que a Togg vai estabelecer uma fábrica em Gemlik, Bursa, para a produção de carros elétricos com um custo de 22 bilhões de liras turcas. Foi anunciado que uma assistência baseada no estado será dada ao projeto. A construção da fábrica começou em 2020.
A empresa anunciou que produzirá veículos totalmente elétricos a partir de 2023, com base na carroceria do estúdio italiano Pininfarina, que auxiliou no projeto Togg em 2019.